# 諾福克冰川
85°53′S 130°18′W / 85.883°S 130.300°W
諾福克冰川（英語：Norfolk Glacier）是南極洲的冰川，位於瑪麗伯德地，全長22公里，流經威斯康辛山脈，最終注入里迪冰川，美國地質調查局根據測量和該國海軍的空中照片繪入地圖，現時由南極條約體系管理。